# Fototoxicitat
La fototoxicitat és un fenomen que ocorre en cèl·lules vives, quan il·luminant una molècula fluorescent causa la mort selectiva de les cèl·lules afectades.

## En microscopia fluorescent
Encara que no està completament entès, sembla que la principal causa de fototoxicitat és la formació de radicals d'oxigen degut a la transferència d'energia no radiativa.
Típicament en la fluorescència, els fotons d'una certa longitud d'ona ecita els electrons del fluoròfor il·luminat a estadis d'energia més alts. Quan aquests electrons excitats tornen a l'estadi de menor energia, emeten un fotó amb un nivell d'energia menor que causa l'emissió de llum en una longitud d'ona més llarga.
Dsafortunadament en molts casos part d'aquesta energia no s'usa per la transferència d'energia radiativa sinó es transfereix a l'oxigen causant la formació de radicals d'oxigen que són molt tòxics per a les cèl·lules vives, de vegades les maten en segons.
La fitotoxicitat en cèl·lules vives depèn en gran manera del tipus de molècules fluorescents que s'usin.

## En humans

### Substàncies fototòxiques
Una substància fototòxica és un compost químic que esdevé tòxic quan s'exposa a la llum.
- Algunes medicines: antibiòtics tetraciclínics, sulfonamida, amiodarona, quinolona
- Molts sucs espremuts de cítrics, olis essencials com l'oli de bergamota
- Alguns sucs de plantes, com els de julivert i apiàcies del gènere Heracleum
- Altres: psoralena

Substàncies que són fototòxiques in vivo després d'aplicar-les a la pell poden ser identificades per un test.